# Un épisode chez les cow-boys
Un épisode chez les cow-boys (Super Fun Time en VO) est le septième épisode de la saison 12 de la série télévisée South Park.
Cet épisode est le final de la moitié de saison avant le hiatus jusqu'en octobre.

## Synopsis
M. Garrison emmène la classe de CM1 visiter un village de pionniers qui reconstitue la vie en 1864. Il demande aux enfants de former des paires. Kenny se met avec Craig, Stan avec Wendy, Kyle avec Jimmy, et seul Cartman ne trouve pas chaussure à son pied. Butters et Cartman sont alors forcés à faire équipe, et Butters tient absolument à ne pas lâcher la main d'Eric comme le leur a ordonné M. Garrison.  Cartman le force à faire le mur pour aller au Super Phun Thyme, une salle de jeux vidéo située tout près du village.  Cartman s'y amuse bien mais Butters, résolu à ne pas lâcher la main de son partenaire, se fait assez mal pendant les attractions.
Les enfants visitent les différentes attractions du village de pionniers, qui est soudainement envahi par des malfaiteurs cherchant à échapper à la police après le braquage d'un Burger King. Stan, Kyle, Jimmy et Wendy restent cachés dans l'épicerie avec des comédiens participant à la reconstitution, qui ne veulent pas briser le règlement du camp et sortir de leur rôle de pionniers de 1864. Kyle parvient toutefois à appeler la police.
La police arrive en nombre pour sauver la classe. Quand Cartman et Butters reviennent au village, ils voient la police tout autour du camp et croient qu'elle est venue pour eux, puisqu'ils étaient partis en douce. Butters est effondré, mais Cartman, malgré ses talents de manipulateur, n'arrive pas à faire céder la poigne du blondinet qui ne le lâchera sous aucun prétexte. Les terroristes élaborent un plan pour s'échapper par une fausse mine d'or. En tentant d'avoir le code ouvrant la fausse mine, les ravisseurs se heurtent aux employés soucieux de rester dans leur rôle. Butters et Cartman tentent de revenir dans le village en grimpant sur un feu rouge, mais leur situation devient encore plus embarrassante.
Les ravisseurs, lassés, menacent de tuer Kenny, amenant Kyle à déclarer aux autres : "Ils vont tuer Kenny !". Cartman et Butters sautent du feu rouge sur un camion sans se lâcher la main. Un saut dantesque les ramène au village. Stan, voyant que les terroristes vont tuer Kenny, sort et se barbouille le visage, se faisant passer pour un comédien. Le code de la mine est en réalité l'année où les pionniers se croient : 1864. Cartman et Butters tombent sur un terroriste, qui leur ordonne de mettre les mains en l'air. Butters refuse toujours de lâcher la main de Cartman, et même lorsque le bandit menace de les tuer, il ne bronche pas et au contraire se sert de Cartman comme massue. Les deux enfants s'échappent alors que le terroriste ouvre le feu. Le chef des ravisseurs envoie ses complices voir ce qui se passe, se retrouvant seul avec les otages. Stan demande au truand de la ville de l'attaquer en entrant dans son rôle. La police profite de la confusion engendrée pour entrer dans le village. Une fusillade éclate, au cours de laquelle plusieurs preneurs d'otages sont abattus.
Au moment où les terroristes encore vivants sont arrêtés, une sonnerie retentit sonnant la fin de la journée de travail. Les pionniers, heureux d'avoir gardé leur rôle jusqu'au bout, vont manger un morceau. Wendy a trouvé Stan très brave, et le chef des ravisseurs salue la détermination des pionniers de 1864, parlant de leur vie difficile à l'époque. Butters et Cartman réapparaissent aux yeux de la classe, le premier trainant le second qui s'est évanoui après avoir fui le terroriste qui leur a tiré dessus et survécu à l'explosion d'une grenade. Butters monte dans le bus en disant : « Monsieur, mon compagnon est remonté dans le bus ! », avant de s'évanouir à son tour.